# 中島俊一 (サッカー選手)
中島 俊一（なかじま しゅんいち、1982年6月16日 - ）は、群馬県出身の元サッカー選手、サッカー指導者。現役時のポジションはMF。

## 来歴
長野郷中学校を卒業し、帝京高校から流通経済大学を経て2005年に名古屋グランパスエイトに入団。しかし、3年間で公式戦出場が3試合と出番に恵まれず、2007年オフに戦力外通告を受ける。数チームの練習に参加したが、なかなか所属先が決まらず試練の時となったが、約半年のブランクを経て2008年シーズン途中から日本フットボールリーグのFC琉球への加入が決定。琉球でのプレーぶりが認められ、2009年からJ2の水戸ホーリーホックに移籍。この際「絶対に諦めないプレーをするので見て欲しい」と気持ちの入ったコメントを残した。1シーズンプレーしたのち、この年をもって現役を引退。2010年は水戸のトップチームコーチを務めた。

## 所属クラブ
- 帝京高校
- 流通経済大学
- 2005年 - 2007年 名古屋グランパスエイト
- 2008年 FC琉球
- 2009年 水戸ホーリーホック

## 個人成績
| 国内大会個人成績 | 国内大会個人成績 | 国内大会個人成績 | 国内大会個人成績 | 国内大会個人成績 | 国内大会個人成績 | 国内大会個人成績 | 国内大会個人成績 | 国内大会個人成績 | 国内大会個人成績 | 国内大会個人成績 | 国内大会個人成績 |
| 年度             | クラブ           | 背番号           | リーグ           | リーグ戦         | リーグ戦         | リーグ杯         | リーグ杯         | オープン杯       | オープン杯       | 期間通算         | 期間通算         |
| 年度             | クラブ           | 背番号           | リーグ           | 出場             | 得点             | 出場             | 得点             | 出場             | 得点             | 出場             | 得点             |
| 日本             | 日本             | 日本             | 日本             | リーグ戦         | リーグ戦         | リーグ杯         | リーグ杯         | 天皇杯           | 天皇杯           | 期間通算         | 期間通算         |
| ---------------- | ---------------- | ---------------- | ---------------- | ---------------- | ---------------- | ---------------- | ---------------- | ---------------- | ---------------- | ---------------- | ---------------- |
| 2005             | 名古屋           | 18               | J1               | 3                | 0                | 0                | 0                | 0                | 0                | 3                | 0                |
| 2006             | 名古屋           | 18               | J1               | 0                | 0                | 0                | 0                | 0                | 0                | 0                | 0                |
| 2007             | 名古屋           | 18               | J1               | 0                | 0                | 0                | 0                | 0                | 0                | 0                | 0                |
| 2008             | 琉球             | 8                | JFL              | 11               | 0                | -                | -                | -                | -                | 11               | 0                |
| 2009             | 水戸             | 25               | J2               | 1                | 0                | -                | -                | 0                | 0                | 1                | 0                |
| 通算             | 日本             | 日本             | J1               | 3                | 0                | 0                | 0                | 0                | 0                | 3                | 0                |
| 通算             | 日本             | 日本             | J2               | 1                | 0                | -                | -                | 0                | 0                | 1                | 0                |
| 通算             | 日本             | 日本             | JFL              | 11               | 0                | -                | -                | 0                | 0                | 11               | 0                |
| 総通算           | 総通算           | 総通算           | 総通算           | 15               | 0                | 0                | 0                | 0                | 0                | 15               | 0                |

## 指導歴
- 2010年 水戸ホーリーホック トップチーム コーチ
- 流通経済大学サッカー部 コーチ
- 流通経済大学ドラゴンズ龍ケ崎 監督
- 2019年 - いわきFC
  - 2019年 - 2022年 トップチーム スカウト兼コーチ
  - 2023年 - U-15 監督